# Claus Rödel
Claus Michael Rödel (* 1966 in Bamberg) ist ein deutscher Strahlentherapeut am Universitätsklinikum Frankfurt der Goethe-Universität.
Rödel promovierte 1995 an der Universität Erlangen-Nürnberg zum Dr. med. Er wurde 2007 auf den Lehrstuhl für Strahlentherapie an der Johann Wolfgang Goethe-Universität Frankfurt am Main berufen. Seit 2008 ist er zusätzlich klinischer Direktor des Zentrums für Tumorerkrankungen des Universitätsklinikums Frankfurt.
Claus Rödel wurde der Deutsche Krebshilfe Preis für 2021 zugesprochen. In der Laudatio wurden seine Verdienste um die Fortentwicklung der interdisziplinären Therapie des Rektumkarzinoms hervorgehoben. So sei die Umstellung des Therapiestandards auf eine neoadjuvante Radiochemotherapie auf Rödels Studienergebnisse gestützt. 2024 erhielt er den Deutschen Krebspreis (klinische Forschung).
Rödel hat laut Google Scholar einen h-Index von 78, laut Datenbank Scopus von 65 (jeweils Stand April 2024).